# ستژژوو پاچکووه
ستژژوو پاچکووه (به لهستانی:  Strzyżewo Paczkowe) یک روستا در لهستان است که در گمینا گنگزنو واقع شده‌است.